# خوسيه غرازيانو داسيلفا
جوسيه غرازيانو دا سيلفا (بالبرتغالية: José Graziano da Silva‏) مواليد 17 تشرين الثاني 1949 بالولايات المتحدة مهندس زراعي برازيلي وكاتب، فقد حرر كتباً عديدة حول التنمية الريفية، والأمن الغذائي، والاقتصاد الزراعي. عينه الرئيس لولا دا سيلفا وزيرا للأمن الزراعي بين عامي 2003 و2004. كما تولى مسؤولية إنجاز برنامج محو الجوع عام 2001  الذي ساهم في إخراج ما يقارب 24 مليون شخص من تحت خط الفقر على مدى 8 سنوات.
اُنتخب خوسيه داسيلفا كمديراً عاماً لمنظمة الفاو في 26 حزيران 2011 وهو أول سياسي لاتيني يتولى هذا المنصب. وبعد توليه فترة أولى من 1 يناير/كانون الثاني 2012 إلى يوليو/تموز 2015، أعيد انتخابه خلال الدورة التاسعة والثلاثون لمؤتمر الفاو ليتولي منصبة لفترة أربع سنوات أخرى (تمتد من 1 أغسطس / آب 2015 حتى 31 يوليو/تموز 2019).

## السيرة
وُلد في أوربانا،إلينوي من والدين برازيليين ذوي أصول إيطالية تحديدا من منطقة قلورية. لذلك، فإنه يحمل ثلات جنسيات: برازيلية، أمريكية (منح الجنسية لأن أمريكا هي مسقط رأسه) والإيطالية.

### التعليم والسيرة الأكاديمية
تخرج في عام 1972 كمهندس زراعي من جامعة ساوباولو-المدرسة العليا للزراعة لويس دي كيروز، وتحصل على ماجستير إدارة الأعمال من نفس المؤسسة عام 1974 بعد تقديمه أطروحته الأكاديمية المتعلقة بتوزيع الثورة.
كما تحصل على درجة الدكتوراه من جامعة محافظة كامبينس وانضم فيما بعد إلى الإطار التربوي بنفس الجامعة كبروفيسور في الاقتصاد الزراعي. كما تحصل على شهادة بحث ما بعد الدكتوراه من جامعة كاليفورنيا، بركلي ومن جامعة لندن-معهد الدراسات الأمريكية اللاتينية

### مناصبه
قام خوسيه داسيلفا عام 2001 بالانضمام إلى برنامج محو الجوع والذي يُعتبر واحدا من أهم برامج الحملة الانتخابية للرئيس لولا داسيلفا آنذاك. وفي أواخر عام 2002 عينه لولا داسيلفا وزيراً للأمن الغذائي من 1 يناير 2003 إلى غاية 23 يناير 2004. كما قام لولا بإنشاء وزارة جديدة وهي وزارة التنمية الاجتماعية ومكافحة الجوع عام 2004 من أجل المساهمة في استعاب مهمات وزارة الأمن الغذائي، وتم تعيين باتريوس أنانياس على رأسها. وبعد ذلك أصبح خوسيه داسيلفا مستشارا خاصا لرئاسة الجمهورية.
أصبح في عام 2006 مساعدا لمدير الفاو وممثلا إقليميا عن أمريكا اللاتينية ومنطقة البحر الكاريبي وهو أوّل إقليمٍ في العالم يهدف إلى القضاء على الجوع كُليّاً بحلول عام 2025. كما قام خوسيه داسيلفا بترويج برنامج حول القضايا الريفية الذي يدافع عن تعزيز المؤسسات والسياسات العامة الهادفة إلى تحقيق تنمية شاملة وجامعة في في هاته المناطق.
قام بتقديم ترشح لإدارة الفاو عام 2011، وانتخب في يونيو 2011 أثناء انعقاد المؤتمر السابع والثلاثين بروما بعد حصوله على 92 صوتا من جملة 180 في جولة اقتراع ثانية. وفاز على منافسه وزير الخارجية الإسباني ميغيل أنخيل موراتينوس ليُعوض بذلك المدير العام السابق جاك ضيوف. كما تنافس أيضا على هذا المنصب كل من فرانز فيشلر النمسا وأندرويونو سواسيلو أندونيسيا ومحمد سعيد نوري نعيني إيران ولطيف رشيد العراق.

## أعماله
ألّف غراتسيانو العديد من المطبوعات الهامة حول التنمية الريفية والأمن الغذائي، والاقتصاد الزراعي. فقد نشر 25 كتابا، بما في ذلك?O que é a questão agrária (بالعربية: ما هي المسألة الزراعية؟)، وهو العمل الأكثر انتشارا، الذي نشر أصلا من قبل دار النشر Brasiliense في العام 1980.

## حياته الشخصية
غرازيانو متزوج من الصحفية Paola Ligasacchi . لديه ابنان وحفيدين.

## الأوسمة والتتويجات
حصل غراتسيانو على العديد من الجوائز والأوسمة، مثل وسام ريو برانكو، الذي منحه إياه الرئيس البرازيلي، ومنح أيضا وسام الاستحقاق للباوليستا العلمية والتكنولوجية، من قبل حكومة ولاية ساو باولو، كما منحته الجمعية البرازيلية للاقتصاد الريفي، جائزة الإدارة وعلم الاجتماع (Prêmio SOBER).
في 4 نوفمبر/تشرين الثاني 2013، حصل من صاحبة «وسام الاستحقاق الوطني لبنين برتبة كبيرة المستشارين» السيدة Koubourath Anjorin Osseni على «وسام الاستحقاق الوطني لبنين برتبة كبير موظفين» تقديرا لمما قدمته المنظمة من مساهمة حاسمة الأهمية في القضاء على الجوع وسوء التغذية في بنين. وإضافة إلى ذلك، فإن هذا اللقب جاء ليحي المسار المهني لرجل أدى التزامه تجاه 28 مليون برازيلي إلى انتشالهم من الفقر من خلال برنامج «القضاء على الجوع».

### السيرة المهنية
يملك غرازيانو داسيلفا سيرة مهنية متميزة في مجالات الأمن الغذائي والزراعة والتنمية الريفية. فمنذ عام 1977 كرس غرازيانو دا سيلفا جهوده الرامية إلى القضايا ذات الصلة بالتنمية الريفية والمكافحة ضد الجوع بينما كان يعمل في الأوساط الأكاديمية، على المستوى السياسي ومع العمالة النقابية.
إن برنامج «القضاء على الجوع» ليس مجرد انعكاس للأولوية المطلقة للرئيس لولا دا سيلفا، ولكنه أيضا يمثل ابتكارا هاما فيما يتعلق بصياغة السياسات العامة لمحاربة الفقر المدقع. ومن بين الجوانب ذات الصلة بالبرنامج هو النهج الشمولي؛ وانفتاحه على مشاركة المجتمع المدني في التخطيط وتخصيص الموارد وصياغة السياسات وكذلك رصدها؛ والتركيز على المساواة بين الجنسين الذي يبدو جليا في التحويلات النقدية للنساء ضمن الأسر، كوسيلة للتمكين وضمان استخدام أكثر فعالية للموارد. لقد ساهم برنامج «القضاء على الجوع» في انتشال 24 مليون شخص من الفقر المدقع خلال خمس سنوات وفي الحد من نقص التغذية في البرازيل بنسبة 25٪.
في هذا الصدد، سعى الدكتور غرازيانو دا سيلفا لتعزيز الزراعة الأسرية والتنمية الريفية كمسار لتعزيز الأمن الغذائي. وكان له أيضا دورا هاما له دور رئيسي في تعزيز مبادرة «أمريكا اللاتينية ومنطقة البحر الكاريبي متحررة من الجوع مبادرة»، والتي جعلت من المنطقة الأولى في العالم أن تلزم نفسها بالقضاء على الجوع بحلول عام 2025.
وقد دعم غرازيانو دا سيلفا أيضا جدول الأعمال الموضوعي المتصل بالقضية الريفية، والدعوة لتعزيز مؤسسات القطاع والسياسات العامة لضمان التنمية الكاملة والشاملة في الريف، مع التركيز بوجه خاص على مشكلة العمالة الريفية. على هذا الصعيد، تم تحضير ثلاث دراسات من قبل المكتب الإقليمي للمنظمة والتي تستحق الذكر: الازدهار الزراعي واستمرار الفقر في المناطق الريفية (Agricultural Boom and the Persistence of Rural Poverty نسخة محفوظة 5 يوليو 2011 على موقع واي باك مشين.)، المؤسسات الزراعية في أمريكا اللاتينية، الحالة الراهنة والتحديات (Agricultural Institutional Framework in Latin America, Current Status and Challenges)، وسياسات سوق العمل والفقر في المناطق الريفية في أمريكا اللاتينية (Agricultural Institutional Framework in Latin America, Current Status and Challenges).
بالإضافة إلى ذلك، فقد شارك غرازيانو دا سيلفا بنشاط في تعزيز مبادرات مشتركة مع وكالات أخرى تابعة للأمم المتحدة، بما في ذلك اللجنة الاقتصادية لامريكا اللاتينية والبحر الكاريبي، وبرنامج الأغذية العالمي، وبرنامج الأمم المتحدة الإنمائي، ومنظمة العمل الدولية، والوكالات الدولية مثل معهد البلدان الأمريكية للتعاون في ميدان الزراعة والمنظمة العالمية لصحة الحيوان، إلى جانب دعم مبادرات التعاون فيما بين بلدان الجنوب. بدوره كممثل إقليمي، فقد عمل بنشاط لتنفيذ إصلاحات داخلية داخل المنظمة، مع التركيز بشكل خاص على عملية اللامركزية للمنظمة، والاستفادة من دور الهيئات الوطنية وتخويل الحكومات التي لها دور أكثر بروزا في تعريف الأولويات. كما أعطي نفس القدر من الأهمية في الانفتاح نحو المجتمع المدني من خلال إشراك عدد وافر من الكيانات السياسية والاجتماعية والمهنية والعمل، في عمل المنظمة.

### السيرة الأكاديمية
يملك غرازيانو دا سيلفا سيرة مهنية أكاديمية طويلة ومتميزة منذ عام 1978 إلى وقتنا الحاضر، بوصفه أستاذا في جامعة ولاية كامبيناس (UNICAMP) ورئيس برنامج الماجستير وبرنامج الدكتوراه في التنمية الاقتصادية والفضاء والبيئة في معهد الاقتصاد في UNICAMP. وقد تم الإشادة بالدكتور غرازيانو دا سيلفا كأستاذ لمساهمته القيمة في تدريب وإعداد جيل جديد من الشباب المهنيين في أمريكا اللاتينية مكرس لقضية التنمية الريفية والأمن الغذائي. وهو مؤلف للعديد من المطبوعات الهامة حول التنمية الريفية والأمن الغذائي، والاقتصاد الزراعي. فقد نشر 25 كتابا، بما في ذلك?O que é a questão agrária (بالعربية: ما هي المسألة الزراعية؟)، وأيضا De boias frias a empregados rurais (بالإنجليزية: From Bóias Frias to Rural Workers).

## وصلات خارجية
- خوسيه غرازيانو داسيلفا على موقع مونزينجر (الألمانية)
- الموقع الإلكتروني الرسمي للسيد جوزيه غراتسيانو داسيلفا